# Alexander von Fielitz
Alexander von Fielitz   (Leipzig, 26 de desembre de 1860 - Bad Salzungen, 29 de juliol de 1930) va ser un compositor alemany.
Fielitz era fill de l'actor Johannes Otto von Fielitz i va estudiar a Dresden amb Julius Schulholff i Edmund Kretschmer. Va ser director de teatre a Zuric, Lübeck i Leipzig i després va ensenyar al Conservatori Stern de Berlín durant diversos anys. El 1905 va ser professor al conservatori i el 1906 director de l'Orquestra Simfònica de Chicago. A partir de 1908 va tornar a ensenyar al Conservatori Stern, que va dirigir a partir de 1915.
Fielitz va compondre dues òperes (Vendetta, 1891 i Das stille Dorf, 1900) i nombroses cançons, de les quals eren especialment conegudes les cançons toscanes. El seu romanç per a piano i violí també és popular.
- Alexander von Fielitz: Eliland. Una cançó de Chiemsee. Cançó de Chiemsee. Poema de K.[arl] Stieler. Versió en anglès per A. M. v. Blomberg. Edició per a contralt. Edició nova i revisada. Breitkopf & Härtel, Berlín, Leipzig, Brussel·les [vers 1900; L'edició inclou un full amb el text del poema; la primera edició va aparèixer el 1896].